# Coppa Italia di Serie A2 (pallavolo femminile)
La Coppa Italia di Serie A2 di pallavolo femminile è un trofeo organizzato dalla Lega Pallavolo Femminile ed è riservato alle squadre iscritte al campionato di Serie A2.

## Albo d'oro
| Edizione         | Edizione              | Podio                 | Podio                                     | Podio               |               |
| Anno             | Sede della finale     | Campione              | Risultato                                 | Finalista           |               |
| ---------------- | --------------------- | --------------------- | ----------------------------------------- | ------------------- | ------------- |
| 1996-97 Dettagli | Modena                | Centro Ester          | 3 - 0 (15-9, 15-12, 15-13)                | Spezzano            |               |
| 1997-98 Dettagli | Vicenza               | Vicenza               | 3 - 0 (15-12, 15-8, 15-12)                | Sestese             |               |
| 1998-99 Dettagli | Vigevano              | Vigevano              | 3 - 1 (15-10, 14-6, 8-15, 15-11)          | Tortoreto           |               |
| 1999-00 Dettagli | Jesi                  | Pool Piave            | 3 - 1 (25-23, 25-23, 20-25, 25-22)        | Giannino Pieralisi  |               |
| 2000-01 Dettagli | Novara                | AGIL                  | 3 - 0 (29-27, 25-20, 25-23)               | Giannino Pieralisi  |               |
| 2001-02 Dettagli | Forlì                 | Icot                  | 3 - 1 (21-25, 25-22, 26-24, 25-23)        | Universal           |               |
| 2002-03 Dettagli | Sansepolcro           | Robursport Pesaro     | 3 - 0 (25-17, 25-23, 25-17)               | Chieri              |               |
| 2003-04 Dettagli | Santeramo in Colle    | Santeramo             | 3 - 1 (24-26, 28-26, 26-24, 25-15)        | Lodi                |               |
| 2004-05 Dettagli | Padova                | Sacrata               | 3 - 0 (26-24, 25-21, 25-22)               | Club Padova         |               |
| 2005-06 Dettagli | Piacenza              | River                 | 3 - 0 (25-20, 25-21, 25-16)               | Busto Arsizio       |               |
| 2006-07 Dettagli | Pavia                 | Sassuolo              | 3 - 0 (25-19, 26-24, 25-19)               | Busto Arsizio       |               |
| 2007-08          | Non disputata         | Non disputata         | Non disputata                             | Non disputata       | Non disputata |
| 2008-09 Dettagli | Piacenza              | Parma                 | 3 - 2 (25-17, 25-22, 14-25, 14-25, 17-15) | Brunelli            |               |
| 2009-10 Dettagli | Parma                 | Aprilia               | 3 - 0 (25-16, 25-20, 25-20)               | Universal Carpi     |               |
| 2010-11 Dettagli | Santa Croce sull'Arno | Loreto                | 3 - 2 (25-21, 25-27, 22-25, 25-22, 15-9)  | Pontecagnano Faiano |               |
| 2011-12 Dettagli | Giaveno               | Loreto                | 3 - 1 (23-25, 25-21, 25-15, 27-25)        | Crema               |               |
| 2012-13 Dettagli | Varese                | IHF                   | 3 - 0 (25-21, 25-19, 25-23)               | Casalmaggiore       |               |
| 2013-14 Dettagli | Villorba              | San Casciano          | 3 - 2 (20-25, 25-17, 21-25, 25-15, 11-15) | Flero               |               |
| 2014-15 Dettagli | Rimini                | Neruda                | 3 - 0 (25-23, 25-19, 25-19)               | Beng Rovigo         |               |
| 2015-16 Dettagli | Ravenna               | Forlì                 | 3 - 0 (25-15, 25-21, 25-18)               | Soverato            |               |
| 2016-17 Dettagli | Osimo                 | Filottrano            | 3 - 1 (25-17, 17-25, 25-20, 25-15)        | Pesaro              |               |
| 2017-18 Dettagli | Bologna               | Adolfo Consolini      | 3 - 1 (25-23, 24-26, 27-25, 25-18)        | Mondovì             |               |
| 2018-19 Dettagli | Verona                | Academy Sassuolo      | 3 - 2 (23-25, 25-17, 25-16, 18-25, 17-15) | Mondovì             |               |
| 2019-20 Dettagli | Busto Arsizio         | Trentino Rosa         | 3 - 1 (25-20, 25-19, 29-31, 25-21)        | Adolfo Consolini    |               |
| 2020-21 Dettagli | Rimini                | Helvia Recina         | 3 - 0 (25-23, 25-20, 25-23)               | Mondovì             |               |
| 2021-22 Dettagli | Villafranca di Verona | Millenium Brescia     | 3 - 1 (25-23, 25-20, 20-25, 25-12)        | Adolfo Consolini    |               |
| 2022-23 Dettagli | Casalecchio di Reno   | Roma Club             | 3 - 0 (25-19, 25-20, 32-30)               | Millenium Brescia   |               |
| 2023-24 Dettagli | Trieste               | Wealth Planet Perugia | 3 - 0 (25-22, 25-22, 25-22)               | Futura Giovani      |               |
| 2024-25 Dettagli | Casalecchio di Reno   | Adolfo Consolini      | 3 - 0 (25-20, 25-23, 28-26)               | Trentino            |               |